# Río Vergara
El río Vergara es un curso de agua que cruza las regiones del Biobío y Araucanía para desembocar en el río Biobío.

## Trayecto
El río Vergara, nace en el centro de la actual ciudad de Angol, producto de la unión de dos ríos, el río Rehue y el río Picoiquén. Unos kilómetros más al norte de la ciudad, se le une, como afluente, el río Malleco y después el río Renaico, conservando siempre su nombre de Vergara, finalmente más al norte, en la comuna de Nacimiento, termina su recorrido al desembocar en el río Biobío. El río Vergara nace en la comuna de Angol, y continúa su recorrido por las comunas de Renaico, Negrete y Nacimiento, sirviendo el río como límite natural entre las dos últimas.

## Caudal y régimen
La subcuenca del río Vergara y sus afluentes, que son los ríos Malleco, Mininco y Renaico muestra un régimen netamente pluvial, con grandes crecidas entre junio y agosto. El período de estiaje, común a toda la subcuenca, ocurre en el trimestre enero, febrero, marzo, debido a las bajas precipitaciones y al uso de agua para riego.: 92 

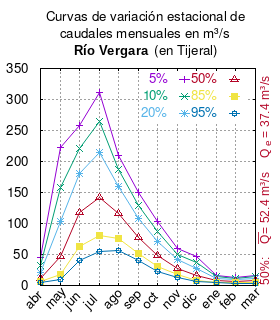

El caudal del río (en un lugar fijo) varía en el tiempo, por lo que existen varias formas de representarlo. Una de ellas son las curvas de variación estacional que, tras largos periodos de mediciones, predicen estadísticamente el caudal mínimo que lleva el río con una probabilidad dada, llamada probabilidad de excedencia. La curva de color rojo ocre (con {\displaystyle {\color {Red}\vartriangle }}) muestra los caudales mensuales con probabilidad de excedencia de un 50% en la comuna de Tijeral. Esto quiere decir que ese mes se han medido igual cantidad de caudales mayores que caudales menores a esa cantidad. Eso es la mediana (estadística), que se denota Qe, de la serie de caudales de ese mes. La media (estadística) es el promedio matemático de los caudales de ese mes y se denota {\displaystyle {\overline {Q}}}. 
Una vez calculados para cada mes, ambos valores son calculados para todo el año y pueden ser leídos en la columna vertical al lado derecho del diagrama. El significado de la probabilidad de excedencia del 5% es que, estadísticamente, el caudal es mayor solo una vez cada 20 años, el de 10% una vez cada 10 años, el de 20% una vez cada 5 años, el de 85% quince veces cada 16 años y la de 95% diecisiete veces cada 18 años. Dicho de otra forma, el 5% es el caudal de años extremadamente lluviosos, el 95% es el caudal de años extremadamente secos. De la estación de las crecidas puede deducirse si el caudal depende de las lluvias (mayo-julio) o del derretimiento de las nieves (septiembre-enero).

## Historia
Francisco Astaburuaga escribió en 1899 en su obra póstuma Diccionario geográfico de la República de Chile sobre el río:
Vergara.-—Río de algún caudal, formado por los ríos Reivu y Picoiquén que confluyen al lado norte de la ciudad de Angol con el Malleco. Desde ese punto corre hacia el N. con cortas tortuosidades y curso generalmente pando hasta su reunión con el Bío-Bío á poco trecho más abajo de la ciudad de Nacimiento al cabo de unos 45 kilómetros. Por esta parte su ancho es de 300 metros el cual disminuye hacia arriba. Sus riberas son generalmente planas y de algún cultivo. Recibe varios afluentes, de los que los principales de su margen oriental ó derecha son el Malleco, el Itraque, el Tigueral y el Renaico, desde donde puede navegarse por lanchas hasta su término en el Bío-Bío; siendo los de la occidental ó izquierda en mayor número, pero pequeños, como los de Pellomenco, Quinahueco, Liñeco, &c. Primitivamente tuvo nombres indígenas de los parajes por donde pasa y así en la parte de arriba se nombraba Pecoiqueñ, después tomaba los nombres de sus afluentes, llevando en su última parte el de Trolpagui ó Tholpán. Junto con el Malleco se llamó río de Vergara por el apellido de Don Gaspar de Vergara, uno de los compañeros de Valdivia y poblador de la antigua ciudad de los Confines, que obtuvo merced de tierras en sus márgenes, generalizándose más tarde el nombre á todo su curso desde Angol.

## Población, economía y ecología
Este río tiene aguas de regular profundidad, que bajan lentamente bordeando la cordillera de Nahuelbuta y que presenta condiciones para la navegación deportiva, ya sea a remo, vela y motor y también para la pesca. En localidades como Nacimiento es frecuente el paseo en bote y el turismo en este medio.